# Chiesa di San Francesco d'Assisi (Mendrisio)
La chiesa di San Francesco d'Assisi o dei Cappuccini è un edificio religioso che si trova a Mendrisio, in Canton Ticino.

## Storia
L'inizio della costruzione della struttura risale al 1621. Entro il 1635, i lavori furono conclusi. Nel 1852 venne soppresso il convento settecentesco annesso alla chiesa, demolito l'anno successivo.

## Descrizione
La chiesa ha una pianta ad unica navata ricoperta da una volta a botte lunettata.
All'interno della chiesa spiccano una pala d'altare raffigurante San Francesco e San Carlo ai piedi del Crocefisso e un quadro (attribuito a Francesco Torriani) raffigurante Sant'Antonio da Padova: entrambe le opere risalgono alla metà del Seicento.